# 1988-as sakkolimpia
A 28. nyílt és 13. női sakkolimpiát 1988. november 12. és november 30. között rendezték meg a görögországi Szalonikiben. A rendezvény a Nemzetközi Sakkszövetség (FIDE) égisze alatt került lebonyolításra. A versenyen nyílt és női kategóriában indulhattak a nevező országok csapatai.

## A versenyzők és a bírói testület
Az 1988-as sakkolimpián a nyílt versenyre 107 csapat 616 versenyzője nevezett, közülük 78 rendelkezett nagymesteri és 117 nemzetközi mesteri címmel. A női versenyen 56 csapatban 221 fő vett részt, közülük 19-en rendelkeztek nagymesteri és 43-an nemzetközi mesteri címmel.
A nyílt mezőnyben a legerősebb átlag Élő-pontszámmal, 2694-gyel a Kaszparov világbajnokot és Karpov exvilágbajnokot felvonultató orosz válogatott rendelkezett. A magyar válogatott 2604-es átlag pontértéke a mezőnyben a 3. legerősebb volt. A végeredményben megszerzett 5. helyezés jónak mondható, a magyar csapat mindössze fél ponttal maradt el a 2. helyezettől.
A nők mezőnyében is a Szovjetunió vezette a mezőnyt 2455-ös átlagértékkel, a magyarok 2400-as átlagértéke a 2. legjobb volt. A Szovjetunió válogatottja az előző 11 sakkolimpiából 10-et megnyert, de a verseny favoritja a magyar „teenager” csapat, amelyben a 19 éves Mádl Ildikó mellett az ugyancsak 19 éves Polgár Zsuzsa, a 14 éves Polgár Zsófi és a 12 éves Polgár Judit játszott. A sakkolimpia legnagyobb sztárja a 12 éves Polgár Judit lett, aki 13 játszmából 12,5 pontot szerezve nemcsak tábláján érte el a legjobb eredményt, hanem a teljesítményérték szerinti rangsorban is aranyérmet szerzett.
Legutóbb a nyílt és a női versenyben egyaránt a Szovjetunió válogatottja győzött.

## A verseny menete
A nyílt és a női verseny egymástól külön, 14 fordulós svájci rendszerben került megrendezésre. A nyílt versenyben a csapatok 6 főt nevezhettek, akik közül egy-egy fordulóban 4-en játszottak, a női versenyben 4 fő nevezésére volt lehetőség, akik közül egy időben hárman játszhattak. A csapatot alkotó versenyzők között előzetesen fel kellett állítani az erősorrendet, és azt meg kellett adni a versenybíróknak. A leadott erősorrendnek nem kell megegyeznie a versenyzők Élő-értékszámának sorrendjével. Az egyes fordulókban ennek az erősorrendnek a figyelembe vételével alkottak párokat az egymással játszó csapatok.
Az olimpiai versenyszabály szerint az egyes játszmákban a játékosoknak fejenként 2 óra állt rendelkezésre 40 lépés megtételéhez, majd utána minden további 20 lépésre 1-1 óra.
A csapatok pontszámát az egyes játékosok által elért eredmények összege adja. Egy játszmában a győzelemért 1 pont, a döntetlenért fél pont jár. A végeredmény, a csapatpontszám, az így szerzett pontok alapján kerül meghatározásra.
Az olimpiai kiírás szerint holtverseny esetén elsődlegesen a Buchholz-számítás dönt. Ha ez is egyenlő, akkor a csapatpontszámokat veszik figyelembe oly módon, hogy egy csapatgyőzelem 2 pontot, a döntetlen 1 pontot ér.

## A nyílt verseny

### A nyílt verseny végeredménye
| H.  | Csapat neve               | P   | B-sz  | CsP | Gy | D | V |
| 1.  | Szovjetunió               | 40½ | 456,0 | 25  | 11 | 3 | 0 |
| 2.  | Anglia                    | 34½ | 457,0 | 19  | 8  | 3 | 3 |
| 3.  | Hollandia                 | 34½ | 455,0 | 21  | 8  | 5 | 1 |
| 4.  | Amerikai Egyesült Államok | 34  | 459,0 | 19  | 7  | 5 | 2 |
| 5.  | Magyarország              | 34  | 456,5 | 20  | 8  | 4 | 2 |
| 6.  | Jugoszlávia               | 33½ | 453,5 | 19  | 9  | 1 | 4 |
| 7.  | Fülöp-szigetek            | 33  | 449,5 | 17  | 7  | 3 | 4 |
| 8.  | Kína                      | 33  | 447,0 | 18  | 8  | 2 | 4 |
| 9.  | Kuba                      | 33  | 439,5 | 19  | 7  | 5 | 2 |
| 10. | Argentína                 | 33  | 434,5 | 20  | 8  | 4 | 2 |

### Az egyéni érmesek
Egyénileg a teljes mezőnyt figyelembe véve a legjobb három teljesítményértéket elérő, valamint táblánként a három legjobb százalékot elért versenyző kapott érmet.

#### Élő-teljesítményérték alapján
|       | Versenyző       | Ország       | Tábla | Pont | Játszma | Élő-pont | Teljesítményérték |
| ----- | --------------- | ------------ | ----- | ---- | ------- | -------- | ----------------- |
| Arany | Garri Kaszparov | Szovjetunió  | 1     | 8,5  | 10      | 2760     | 2877              |
| Ezüst | Anatolij Karpov | Szovjetunió  | 2     | 8    | 10      | 2725     | 2800              |
| Bronz | Portisch Lajos  | Magyarország | 1     | 8.5  | 11      | 2630     | 2767              |

#### Első tábla
|       | Versenyző       | Ország       | Élő-pont | Pont | Játszma | %    |
| ----- | --------------- | ------------ | -------- | ---- | ------- | ---- |
| Arany | Garri Kaszparov | Szovjetunió  | 2760     | 8.5  | 10      | 85   |
| Ezüst | Portisch Lajos  | Magyarország | 2630     | 8.5  | 11      | 77.3 |
| Bronz | Suat Atalik     | Törökország  | 2390     | 7.5  | 10      | 75   |

#### Második tábla
|       | Versenyző        | Ország               | Élő-pont | Pont | Játszma | %    |
| ----- | ---------------- | -------------------- | -------- | ---- | ------- | ---- |
| Arany | Anatolij Karpov  | Szovjetunió          | 2725     | 8    | 10      | 80   |
| Ezüst | António Palacios | Venezuela            | 2330     | 7    | 9       | 77.8 |
| Bronz | Shahzad Mirza    | Pakisztán            | 2320     | 7,5  | 10      | 75   |
| Bronz | Mike Shenkiewicz | Brit Virgin-szigetek | -        | 9    | 12      | 75   |

#### Harmadik tábla
|       | Versenyző             | Ország                | Élő-pont | Pont | Játszma | %    |
| ----- | --------------------- | --------------------- | -------- | ---- | ------- | ---- |
| Arany | Reyes Najéra, C.A.    | Guatemala             | 2220     | 7,5  | 10      | 75   |
| Ezüst | John Nunn             | Anglia                | 2620     | 8,5  | 12      | 70,8 |
| Bronz | Tapasztó László       | Venezuela             | -        | 9    | 13      | 69,2 |
| Bronz | Hernandez, Gustavo S. | Dominikai Köztársaság | -        | 9    | 13      | 69,2 |
| Bronz | Mihail Marin          | Románia               | 2480     | 9    | 13      | 69,2 |

#### Negyedik tábla
|       | Versenyző           | Ország   | Élő-pont | Pont | Játszma | %    |
| ----- | ------------------- | -------- | -------- | ---- | ------- | ---- |
| Arany | Chaivichit, Suchard | Thaiföld | 2330     | 8    | 9       | 88,9 |
| Ezüst | Gueye Gorgui        | Szenegál | 2205     | 9,5  | 12      | 79,2 |
| Bronz | Battikhi, Husein    | Jordánia | 2210     | 7    | 9       | 77,8 |
| Bronz | Weemaes, Ronald     | Belgium  | 2340     | 7    | 9       | 77,8 |

#### Ötödik tábla (első tartalék)
|       | Versenyző        | Ország                  | Élő-pont | Pont | Játszma | %    |
| ----- | ---------------- | ----------------------- | -------- | ---- | ------- | ---- |
| Arany | Ennio Arlandi    | Olaszország             | 2405     | 5,5  | 7       | 78,6 |
| Arany | Vazquez, Eduardo | Salvador                | -        | 5,5  | 7       | 78,6 |
| Bronz | Shaleb, Najib    | Egyesült Arab Emírségek | 2205     | 10,5 | 14      | 75   |
| Bronz | Capella, Rurik   | Holland Antillák        | -        | 6    | 8       | 75   |

#### Hatodik tábla (második tartalék)
|       | Versenyző           | Ország    | Élő-pont | Pont | Játszma | %    |
| ----- | ------------------- | --------- | -------- | ---- | ------- | ---- |
| Arany | Rahman, Tahmidur    | Banglades | 2280     | 6    | 7       | 85,7 |
| Arany | Gómez Baillo, Jorge | Argentína | 2415     | 6    | 7       | 85,7 |
| Bronz | Perdikis, Costas    | Ciprus    | -        | 6,5  | 8       | 81,3 |

### A magyar versenyzők eredményei
A nyílt versenyen a magyar válogatott első tábláján Portisch Lajos (2630), a másodikon Ribli Zoltán (2630), a harmadikon Sax Gyula (2600), a negyediken Pintér József (2555) játszott, az ötödik csapattag Adorján András (2520), a hatodik Csom István (2540) volt.
Az egyéni teljesítmények alapján a 2767-es teljesítményértékkel Portisch Lajos  bronzérmet szerzett, az 1. táblán elért 77,3%-os eredménye az ezüstérmet jelentette számára.
| Forduló                            | Ellenfél                           | Portisch Lajos 2630    | Portisch Lajos 2630 | Ribli Zoltán 2630  | Ribli Zoltán 2630 | Sax Gyula 2600       | Sax Gyula 2600 | Pintér József 2555 | Pintér József 2555 | Adorján András 2520 | Adorján András 2520 | Csom István 2540       | Csom István 2540 | Pont |  |
| ---------------------------------- | ---------------------------------- | ---------------------- | ------------------- | ------------------ | ----------------- | -------------------- | -------------- | ------------------ | ------------------ | ------------------- | ------------------- | ---------------------- | ---------------- | ---- |  |
| 1                                  | Írország                           | Orr 2365               | 1                   |                    |                   | reilly -             | 1              | Allen -            | 1                  |                     |                     | Clarke 2205            | 0                | 3    |  |
| 2                                  | Görögország-2                      |                        |                     | Dedes 2305         | 1                 | Moutousis 2335       | 1              |                    |                    | Daniilidis -        | 1                   | Skoularikis -          | 1                | 4    |  |
| 3                                  | Csehszlovákia                      |                        |                     | Ftáčnik 2590       | ½                 | Smejkal 2515         | ½              | Hába 2470          | ½                  | Pekárek 2455        | ½                   |                        |                  | 2    |  |
| 4                                  | Spanyolország                      | Illescsas Córdoba 2510 | 1                   |                    |                   | Rivas Pastor 2505    | ½              | Bellón López 2450  | 1                  |                     |                     | Ochoa de Echagüen 2450 | ½                | 3    |  |
| 5                                  | Bulgária                           | Georgiev Ki. 2595      | ½                   | Doncsev 2495       | '½                | Inkiov 2485          | 1              |                    |                    | Georgiev Kr. 2505   | ½                   |                        |                  | 2½   |  |
| 6                                  | Svédország                         |                        |                     | Andersson 2625     | ½                 | Wedberg 2510         | ½              |                    |                    | Hellers 2490        | 0                   | Ernst 2450             | 0                | 1    |  |
| 7                                  | Indonézia                          | Ardyansiah 2460        | 1                   | Gunawan 2440       | ½                 | Barus 2330           | 1              | Ginting 2385       | ½                  |                     |                     |                        |                  | 3    |  |
| 8                                  | Hollandia                          | Van der Wiel 2540      | ½                   | Sosonko 2540       | ½                 | Van der Sterren 2475 | ½              | Piket 2495         | ½                  |                     |                     |                        |                  | 2    |  |
| 9                                  | NDK                                | Uhlmann 2505           | 1                   | Bönsch 2510        | 1                 | Knaak 2500           | 0              | Espig 2465         | ½                  |                     |                     |                        |                  | 2½   |  |
| 10                                 | Szovjetunió                        | Kaszparov 2760         | ½                   | Karpov 2725        | ½                 | Juszupov 2620        | ½              |                    |                    | Beljavszkij 2665    | ½                   |                        |                  | 2    |  |
| 11                                 | Jugoszlávia                        | Ljubojevics 2600       | 1                   | Nikolics 2585      | ½                 |                      |                | Popovics 2530      | 1                  | Kovacsevics 2515    | ½                   |                        |                  | 3    |  |
| 12                                 | Anglia                             | Short 2665             | ½                   | Spielman 2645      | 0                 |                      |                | Nunn 2620          | 0                  |                     |                     | Chandler 2610          | ½                | 1    |  |
| 13                                 | Kína                               | Xu Jun 2505            | 1                   | Ye Jiangchuan 2505 | ½                 |                      |                | Wang Zili 2310     | 1                  | Lin Ta 2380         | ½                   |                        |                  | 3    |  |
| 14                                 | Amerikai Egyesült Államok          | Seirawan 2610          | ½                   | Gulko 2590         | ½                 | Benjamin 2560        | ½'             |                    |                    |                     |                     | Christianssen 2550     | ½'               | 2    |  |
| Szerzett pontszám (Játszmák száma) | Szerzett pontszám (Játszmák száma) | 8½ (11)                | 8½ (11)             | 6½ (11)            | 6½ (11)           | 8 (13)               | 8 (13)         | 5½ (9)             | 5½ (9)             | 3 (6)               | 3 (6)               | 2½ (6)                 | 2½ (6)           |      |  |
| Teljesítményérték                  | Teljesítményérték                  | 2767                   | 2767                | 2602               | 2602              | 2548                 | 2548           | 2524               | 2524               | 2472                | 2472                | 2354                   | 2354             |      |  |

## Női verseny

### A női verseny végeredménye
| H.  | Csapat neve               | P   | B-sz  | CsP | Gy | D | V |
| 1.  | Magyarország              | 33  | 340   | 26  | 13 | 0 | 1 |
| 2.  | Szovjetunió               | 32½ | 341,5 | 23  | 10 | 3 | 1 |
| 3.  | Jugoszlávia               | 28  | 345   | 21  | 9  | 3 | 2 |
| 4.  | Kína                      | 27  | 335   | 21  | 10 | 1 | 3 |
| 5.  | Bulgária                  | 24  | 344,5 | 18  | 8  | 2 | 4 |
| 6.  | Románia                   | 24  | 344,0 | 15  | 6  | 3 | 5 |
| 7.  | Görögország „A”           | 24  | 343,0 | 15  | 6  | 3 | 5 |
| 8.  | Kuba                      | 24  | 336,5 | 15  | 6  | 3 | 5 |
| 9.  | Amerikai Egyesült Államok | 23½ | 342,5 | 19  | 6  | 7 | 1 |
| 10. | Hollandia                 | 23½ | 319,5 | 17  | 7  | 3 | 4 |

### Az egyéni érmesek
Egyénileg a teljes mezőnyt figyelembe véve a legjobb három teljesítményértéket elérő, valamint táblánként a három legjobb százalékot elért versenyző kapott érmet.
A teljes mezőnyben mind a teljesítményértéket, mind a százalékos eredményt tekintve Polgár Judit érte el a legjobb eredményt. Polgár Zsuzsa mind a teljesítményértéke, mind az első táblán elért eredménye alapján bronzérmet szerzett.

#### Élő-teljesítményérték alapján
|       | Versenyző     | Ország       | Tábla | Pont | Játszma | Élő-pont | Teljesítményérték |
| ----- | ------------- | ------------ | ----- | ---- | ------- | -------- | ----------------- |
| Arany | Polgár Judit  | Magyarország | 2     | 12½  | 13      | 2365     | 2694              |
| Ezüst | Pia Cramling  | Svédország   | 1     | 12½  | 14      | 2425     | 2566              |
| Bronz | Polgár Zsuzsa | Magyarország | 1     | 10½  | 14      | 2490     | 2497              |

#### Első tábla
|       | Versenyző        | Ország       | Pont | Játszma | %    |
| ----- | ---------------- | ------------ | ---- | ------- | ---- |
| Arany | Pia Cramling     | Svédország   | 12½  | 14      | 89,3 |
| Ezüst | Tatjana Lemacsko | Svájc        | 9,5  | 12      | 79,2 |
| Bronz | Polgár Zsuzsa    | Magyarország | 10½  | 14      | 75   |

#### Második tábla
|       | Versenyző            | Ország       | Pont | Játszma | %    |
| ----- | -------------------- | ------------ | ---- | ------- | ---- |
| Arany | Polgár Judit         | Magyarország | 12½  | 13      | 96,2 |
| Ezüst | Jelena Ahmilovszkaja | Szovjetunió  | 8½   | 9       | 94,4 |
| Bronz | O'Siochrú, Mairéad   | Írország     | 8½   | 11      | 77,3 |

#### Harmadik tábla
|       | Versenyző     | Ország   | Pont | Játszma | %    |
| ----- | ------------- | -------- | ---- | ------- | ---- |
| Arany | Peng Zhaoqin  | Kína     | 10½  | 14      | 75   |
| Arany | Horváth Mária | Ausztria | 9    | 12      | 75   |
| Bronz | Ime Etokowo   | Nigéria  | 9½   | 13      | 73,1 |

#### Negyedik játékos
|       | Versenyző          | Ország      | Pont | Játszma | %    |
| ----- | ------------------ | ----------- | ---- | ------- | ---- |
| Arany | Begum Y.           | Banglades   | 6½   | 8       | 81,3 |
| Ezüst | Marta Lityinszkaja | Szovjetunió | 9½   | 12      | 79,2 |
| Bronz | Bašagić, Vesna     | Jugoszlávia | 7    | 9       | 77,8 |

### A magyar versenyzők eredményei
A női versenyen a Polgár lányokat Mádl Ildikó egészítette ki. Az első táblán Polgár Zsuzsa (2490), a másodikon Polgár Judit (2365), a harmadikon Mádl Ildikó (2345), míg negyedik játékosként Polgár Zsófia (2345) alkották a magyar válogatott csapatot. A magyar csapat 2400-as átlagértéke a 2. volt a mezőnyben.
| Forduló                            | Ellenfél                           | Polgár Zsuzsa 2490      | Polgár Zsuzsa 2490 | Polgár Judit 2365      | Polgár Judit 2365 | Mádl Ildikó 2345  | Mádl Ildikó 2345 | Polgár Zsófia 2345 | Polgár Zsófia 2345 | Pont |
| ---------------------------------- | ---------------------------------- | ----------------------- | ------------------ | ---------------------- | ----------------- | ----------------- | ---------------- | ------------------ | ------------------ | ---- |
| 1                                  | Ausztrália                         | Slavotinek 2070         | 1                  | Craig -                | 1                 |                   |                  | Rogers -           | 1                  | 3    |
| 2                                  | Franciaország                      | Flear 2155              | 1                  | Lebel-Arias 2135       | 1                 | Tagnon 2190       | 1                |                    |                    | 3    |
| 3                                  | Görögország „A”                    | Makropoulou 2290        | ½                  | Kondou 2185            | 1                 |                   |                  | Botsari 2145       | 1                  | 2½   |
| 4                                  | Kína                               | Liu Silan 2285          | 1                  | Hszie Csün -           | 1                 |                   |                  | Peng Zhaoqin -     | 0                  | 2    |
| 5                                  | Szovjetunió                        | Maia Csiburdanidze 2535 | ½                  | Irina Levityina 2340   | ½                 | Lityinszkaja 2400 | 1                |                    |                    | 2    |
| 6                                  | Kuba                               | De Armas 2060           | 1                  | Frometa 2205           | 1                 | Ramón Pita 2200   | 1                |                    |                    | 3    |
| 7                                  | Jugoszlávia                        | Marics 2365             | ½                  |                        |                   | Makszimovics 2245 | 0                | Basagics 2265      | ½                  | 1    |
| 8                                  | Csehszlovákia                      | Richtrová 2370          | 1                  | Hajková-Masková 2225   | 1                 |                   |                  | Fialová 2090       | 1                  | 3    |
| 9                                  | Lengyelország                      | Brustman 2335           | ½                  | Erenska-Radzewska 2220 | 1                 | Szmacińska 2280   | ½                |                    |                    | 2    |
| 10                                 | Bulgária                           | Voiska 2350             | ½                  | Angelova 2240          | 1                 |                   |                  | Savova 2170        | ½                  | 2    |
| 11                                 | Románia                            | Stanciu-Olăraşu 2260    | 1                  | Polihroniade 2270      | 1                 |                   |                  | Bădulescu 2270     | ½                  | 2½   |
| 12                                 | Anglia                             | Arkell 2355             | ½                  | Jackson 2245           | 1                 | Forbes 2035       | 1                |                    |                    | 2 ½  |
| 13                                 | Amerikai Egyesült Államok          | Akhsarumova 2400        | 1                  | Savereide 2245         | 1                 | Izrailov 2190     | ½                |                    |                    | 2½   |
| 14                                 | Svédország                         | Cramling 2425           | ½                  | Borisova 2205          | 1                 | Bener 2090        | ½                |                    |                    | 2    |
| Szerzett pontszám (Játszmák száma) | Szerzett pontszám (Játszmák száma) | 10½ (14)                | 10½ (14)           | 12½ (13)               | 12½ (13)          | 5½ (8)            | 5½ (8)           | 4½ (7)             | 4½ (7)             |      |
| Teljesítményérték                  | Teljesítményérték                  | 2497                    | 2497               | 2694                   | 2694              | 2345              | 2345             | 2237               | 2237               |      |